# The Firm (noveltyband)
The Firm was een door de Britse gitarist en muziekproducent John O'Connor opgerichte muziekgroep, die vooral bekend was van het liedje Star Trekkin, een parodie op de televisieserie Star Trek.
John O'Connor had zijn eigen opnamestudio: Bark Studios in Walthamstow (Londen) en was gespecialiseerd in muziekdemo's.

## 1982 - Arthur Daley E's Alright
In 1982 bracht O'Connor samen met Grahame Lister de novelty-single Arthur Daley E's Alright uit. Dit liedje was gebaseerd op de Britse televisieserie Minder en bevatte vele herkenbare zinnen uit de serie. Het liedje stond 7 weken in de UK Singles Chart en bereikte de 14e positie.

## 1987 - Star Trekkin'
In 1987 werd Star Trekkin' uitgebracht, waarvan de teksten geschreven en gezongen werden door Rory Kehoe. Het nummer werd door alle platenmaatschappijen afgewezen, waarna O'Connor besloot in eigen beheer 500 exemplaren uit te brengen. Het nummer was meteen een succes en stond 12 weken in de UK Singles Chart, waarvan 2 weken op nummer één. In de Nederlandse Top 40 bereikte het nummer de 9e plaats. Het liedje werd vooral een hit door de bijbehorende videoclip, waarin kleipoppetjes kapitein James T. Kirk, mr. Spock, dr. McCoy en Uhura uitbeeldden.